# Exoprosopa magnipennis
Exoprosopa magnipennis är en tvåvingeart som beskrevs av Mario Bezzi 1924. Exoprosopa magnipennis ingår i släktet Exoprosopa och familjen svävflugor. Inga underarter finns listade i Catalogue of Life.